# منطقه حفاظت‌شده سرانی
منطقهٔ حفاظت‌شدهٔ سرانی گلیل
 یک منطقهٔ حفاظت‌شده با مساحت ۱۸۲۳۳ هکتار است که در استان خراسان شمالی در ایران قرار دارد. این منطقهٔ حفاظت‌شده طبق مصوبهٔ شمارهٔ ۶۳۰ در تاریخ ۱۳۵۰/۴/۲۷ در فهرست مناطق تحت حفاظت سازمان محیط زیست ایران قرار گرفت.